# County Clare
County Clare (Iers: Contae an Chláir of kortweg An Clár) is een graafschap in de Ierse provincie Munster. Het ligt aan de westkust van Ierland, ten noordwesten van de rivier de Shannon, en grenst aan Lough Derg en de Baai van Galway. County Clare heeft een oppervlakte van 3147 km², en een inwoneraantal van 117.196 (2011). De hoofdstad is de stad Ennis. Een naam die soms voor het graafschap werd gebruikt is County Thomond, naar het (Connacht) district dat voorafging aan de indeling in graafschappen.
County Clare bevat het natuurgebied de Burren, een uniek landschap van kalkstenen heuvels en velden, en wordt gezien als het centrum van de traditionele Ierse muziek. Voorbeeld hiervan is het Willie Clancy Festival in Milltown Malbay. Aan de westelijke rand van de county, op de grens met de Atlantische Oceaan bevinden zich de Kliffen van Moher (Cliffs of Moher).
Op de Ierse nummerplaten staat Clare afgekort tot CE. De bijnaam van County Clare is The Banner County.

## Bezienswaardigheden
- Quin Abbey, een ruïne van een franciscaner abdij uit de veertiende eeuw, tien kilometer ten oosten van Ennis.
- Loop Head, schiereiland tussen de Shannon en de Atlantische Oceaan.

## Demografie volkstelling 2016
| County Clare | Aantal  |
| ------------ | ------- |
| Blank        | 109 581 |
| Aziatisch    | 1653    |
| Zwart        | 1132    |
| overig       | 1567    |

## Openbaar vervoer
In County Clare liggen twee treinstations; station Ennis en station Sixmilebridge.

## Geografie

### Eilanden
- Aughinish
- Deer Island
- Inishloe
- Mutton Island
- Scattery Island

### Plaatsen
| Engels              | Iers                              | Inwoners |
| ------------------- | --------------------------------- | -------- |
| Ardnacrusha         | Ard na Croise                     | 1.414    |
| Carrigaholt         | Carraig an Chabhaltaigh           | -        |
| Cross               | An Chrois                         | -        |
| Doolin              | Dúlainn                           | -        |
| Doonbeg             | An Dún Beag                       | 262      |
| Ennis               | Inis                              | 27.923   |
| Ennistymon          | Inis Diomáin                      | 1.045    |
| Fanore              | Fánóir                            | -        |
| Kilbaha             | Cill Bheathach                    | -        |
| Kilkee              | Cill Caoi                         | 972      |
| Killaloe            | Cill Dalua                        | 1.666    |
| Killimer            | Cill Íomaí                        | 498      |
| Kilrush             | Cill Rois                         | 2.719    |
| Lahinch             | An Leacht                         | 638      |
| Liscannor           | Lios Chonchubhair                 | 113      |
| Lisdoonvarna        | Lios Dúin Bhearna                 | 829      |
| Lissycasey          | Lios Uí Chathasaigh               | 325      |
| Milltown Malbay     | Sráid na Cathrach                 | 829      |
| Mountshannon        | Baile Uí Bheoláin                 | 200      |
| Newmarket-on-Fergus | Cora Chaitlín                     | 1.784    |
| Quilty              | Coillte                           | 211      |
| Quin                | Cuinche                           | 951      |
| Scariff             | An Scairbh                        | 770      |
| Shannon             | An tSionna                        | 10.256   |
| Sixmilebridge       | An Droichead Abhann Uí gCearnaigh | 2.625    |
| Spanish Point       | Rinn na Spáinneach                | -        |
| Tuamgraney          | An Tuaim Gréine                   | -        |
| Tulla               | An Tulach                         | 661      |